# 范述曾
范述曾（431年—509年），字子玄，又字穎彥，吳郡錢唐人，南北朝劉宋、南齊官員。

## 生平
范述曾年幼好學，跟隨餘杭呂道惠學習《五經》，了解當中的章句。呂道惠有幾百名學生，但只稱范述曾會成為王者的老師，南齊的文惠太子蕭長懋、竟陵文宣王蕭子良幼時曾獲蕭道成引薦范述曾擔任師友。他從劉宋晉熙王劉燮王國侍郎起家，南齊初年擔任南郡王蕭長懋的王國郎中令，遷官尚書主客郎、太子步兵校尉，帶任開陽縣令。范述曾個性正直敢言，在宮中多次勸諫，蕭長懋雖然沒有完全聽從，但從不怪罪他；竟陵王蕭子良很是器重他，稱作「周舍」，當時的太子左衛率沈約亦將他比作汲黯。之後他以父母年老，乞求回鄉養育，因此拜授中散大夫。齊明帝繼位，他除授遊擊將軍，外任永嘉太守，為政清平，絕不嚴苛，跟隨當地風俗。郡內的橫陽縣山谷險峻，逃犯聚集該處，朝廷懸賞二千石通緝他們也不能平息；范述曾到當地出示恩信，逃犯就背著錢財出來，編入戶屬籍者有二百多家，自此當地商業流通，居民安居樂業。范述曾在郡清廉，從來不接受饋贈，齊明帝聽聞後聞下詔嘉獎，徵任遊擊將軍，郡內人民送來舊錢二十多萬，他一分前也不接受，只收下白桐燈籠十多枚。就郡時他不帶來家屬；離開時他也不帶走任何物資，當地人不論老少都出來送行，號哭聲在數十里外也聽到。
東昏侯年間時，他獲拜中散大夫，回歸家鄉。梁武帝建立南梁，他乘搭小船前往建康，再次辭官。武帝下詔賜他絹布二十匹，他將自己生平得到的俸祿施捨他人，到老年時家中再沒有資產，到天監八年（509年）去世，虛歲七十九。他著有注《易文言》和雜詩賦數十篇。

## 引用
1. 1 2  《梁書·卷五十三·列傳第四十七》：范述曾字子玄，吳郡錢唐人也。幼好學，從餘杭呂道惠受《五經》，略通章句。道惠學徒常有百數，獨稱述曾曰：「此子必爲王者師。」齊文惠太子、竟陵文宣王幼時，高帝引述曾爲之師友。起家爲宋晉熙王國侍郎。齊初，至南郡王國郎中令，遷尚書主客郎、太子步兵校尉，帶開陽令。述曾爲人謇諤，在宮多所諫爭，太子雖不能全用，然亦弗之罪也。竟陵王深相器重，號爲「周舍」。時太子左衛率沈約亦以述曾方汲黯。以父母年老，乞還就養，乃拜中散大夫。
2. 1 2  《南史·卷七十·列傳第六十》：范述曾字子玄，一字穎彥，吳郡錢唐人也。幼好學，從餘杭呂道惠受五經，略通章句。道惠曰：「此子必為王者師。」齊文惠太子、竟陵文宣王幼時，齊高帝引述曾為之師友，起家宋晉熙王國侍郎。齊初至南郡王國郎中令，遷太子步兵校尉，帶開陽令。述曾為人騫諤，在宮多所諫爭，太子雖不能全用，然亦弗之罪也。竟陵王深相器重，號為周舍。太子左衛率沈約亦以述曾方汲黯。
3. ↑  《梁書·卷五十三·列傳第四十七》：明帝卽位，除遊擊將軍，出爲永嘉太守。爲政清平，不尚威猛，民俗便之。所部橫陽縣，山谷險峻，爲逋逃所聚，前後二千石討捕莫能息。述曾下車，開示恩信，凡諸凶黨，繦負而出，編戶屬籍者二百餘家。自是商賈流通，居民安業。在郡勵志清白，不受饋遺，明帝聞甚嘉之，下詔褒美焉。徵爲遊擊將軍。郡送故舊錢二十餘萬，述曾一無所受。始之郡，不將家屬；及還，吏無荷擔者。民無老少，皆出拜辭，號哭聞于數十里。
4. ↑  《南史·卷七十·列傳第六十》：齊明帝即位，為永嘉太守。為政清平，不尚威猛，甿俗便之。所部橫陽縣山谷嶮峻，為逋逃所聚，前後二千石討捕莫能息。述曾下車，開示恩信，凡諸凶黨，繈負而出，編戶屬籍者二百餘家。自是商旅流通，居人安業。勵志清白，不受饋遺。明帝下詔褒美，徵為遊擊將軍。郡送故舊錢二十餘萬，一無所受，唯得白桐木火籠樸十餘枚而已。
5. ↑  《梁書·卷五十三·列傳第四十七》：東昏時，拜中散大夫，還鄉里。高祖踐阼，乃輕舟出詣闕，仍辭還東。高祖詔曰：「中散大夫范述曾，昔在齊世，忠直奉主，往蒞永嘉，治身廉約，宜加禮秩，以厲清操。可太中大夫，賜絹二十匹。」述曾生平得奉祿，皆以分施。及老，遂壁立無所資。以天監八年卒，時年七十九。注《易文言》，著雜詩賦數十篇。
6. ↑  《南史·卷七十·列傳第六十》：東昏時，拜中散大夫，還鄉里。梁武帝踐阼，乃輕行詣闕，仍辭還。武帝下詔褒美，以為太中大夫。述曾生平所得奉祿，皆以分施，及老遂壁立無資。以天監八年卒。注易文言，著雜詩賦數十篇。

## 延伸阅读
[在维基数据编辑]
 《梁書·卷53》，出自姚思廉《梁書》